# Арт симпозијум Јахорина
Арт симпозијум Јахорина основан је 1. маја 2003. године под покровитељством Олимпијског центра Јахорина и уз подршку тадашњег градоначелника Источног Сарајево Предрага Ласице, те од тада сваке се године одржава на подручју општине Пале. Међународна ликовна колонија до сада је угостила преко 300 умјетника из 30 држава свијета.
| Назив                  | Међународна ликовна манифесатција "Арт симпозијум Јахорина"                                 |
| ---------------------- | ------------------------------------------------------------------------------------------- |
| Година оснивања        | 2003.                                                                                       |
| Оснивач                | Лазо Савић                                                                                  |
| Умјетнички руководилац | Лазо Савић                                                                                  |
| Организатор            | Галерија "Арт Јахорина" (2003-2010) Удружење грађана "Арт симпозијум Јахорина" (2011-данас) |
| Број сазива            | 18 (посљедњи сазив 2022. године)                                                            |

## Циљ Манифестације
Општи циљ Међународне ликовне манифестације „Арт симпозијум Јахорина“ је да афирмише ликовну умјетност и умјетност уопште, да развија еколошку свијест грађана и обогати културну туристичку понуду, како на подручју општине Пале тако и на подручју Републике Српске.
Удружење грађана Арт симпозијум Јахорина тежи да се креира боља слика о Републици Српској. Великом улогом ангажованости умјетника из што више земаља, те њиховим и нашим дјелима гради се нова, љепша и реалнија слика о култури у Републици Српској, традицији и свеукупном бићу.
Циљну групу Арт симпозијум Јахоринa чине умјетници различите старосне доби, студенти на ликовним академијама, академски сликари, магистри, доктори, академици и ликовна публика. Учесници су припадници оба пола, различитих етничких група и култура из различитих држава свијета, те различитих ликовних поетика. Корист коју добијају учесници је вишестрана. Најмлађим учесницима, тј. студентима се пружа прилика и могућност да обогате своја стечена знања уз помоћ осталих учесника међу којима има и знатан број професора са ликовних академија. Свим учесницима се пружа могућност размјене искустава, упознавања различитих култура, информисање о сличним манифестацијама у свијету, могућност учешћа на истим, као и упознавање са културом и туристичком понудом општине Пале.
Ликовној публици се пружа могућност упознавања са радом учесника симпозијума директно путем изложби и индиректно преко медија, каталога и промоција на друштвеним мрежама. Становницима Пала и туристима се пружа прилика да уживају у додатном културном садржају током љета на Јахорини.

## Учесници
Одабир учесника се врши путем препорука и праћењем свјетске ликовне сцене. Учесници имају могућност слања пријаве на адресу Удружења, а пријава се даље прослеђује селекторима Симпозијума.
Са Међународним Насуногахара вајарским симпозијумом који се одржава у Јапану манифестација има одличну сарадњу, посебно након потписивања Повеље о братимљењу, а којом је између осталог предвиђена и размјена умјетника. Одржава се и јака веза са Удружењем вајара Јужне Кореје посредством проф. др Еун Шин Сок која је предсједница овог удружења.

## Галерија и фундус
У Палама не постоји ликовна галерија и изложбени простори се најчешће налазе у објектима других установа/институција гдје је немогуће водити прецизне евиденције посјетилаца. Слике настале на симпозијуму су изложене у холу зграде Економског факултета у Источном Сарајеву, док су скулптуре изложене на јавним површинама на подручју Пала и Јахорине.